# Dinoderus gabonicus
Dinoderus gabonicus är en skalbaggsart som beskrevs av Pierre Lesne 1921. Dinoderus gabonicus ingår i släktet Dinoderus och familjen kapuschongbaggar. Inga underarter finns listade i Catalogue of Life.